# Kärlek och landstorm
Kärlek och landstorm är en svensk svartvit komedifilm från 1931 i regi av John Lindlöf och Schamyl Bauman. I rollerna ses bland andra Gideon Wahlberg, Gösta Gustafson och Ernst Brunman. Filmen var Baumans regidebut och även Europafilms första produktion.
Filmens förlaga var pjäsen Kärlek och landstorm av Gideon Wahlberg och Walter Stenström, vilken hade uruppförts den 1 juni 1925 på Tantolundens friluftsteater i Stockholm. Wahlberg författade även filmens manus tillsammans med Gösta Rodin och Bauman. Inspelningen ägde rum 1931 i Stuvsta (bland annat i missionslokalen) och Täby. Fotograf var Hugo Edlund och klippare Rodin och Bauman. Musiken komponerades av Helge Lindberg och Emrik Sandell. Filmen premiärvisades den 24 oktober 1931 på biograf Astoria i Stockholm. Den var 79 minuter lång och tillåten från 15 år.

## Handling
Filmen utspelar sig 1914 och handlar om hur landstormar mobiliseras inför första världskriget.

## Rollista
- Gideon Wahlberg – Filip Anderson, plåtslagare och kronvrak/nr 14 Jacob Söderberg, landstormsman
- Gösta Gustafson – Jacob Söderberg, skräddare och kolportör/Jacobina
- Ernst Brunman – Josua Söderberg, hemmansägare, Jacobs bror
- Aina Rosén – Frida Söderberg, Josuas dotter
- Thor Christiernsson – Flink, landstormskapten, vaktmästare
- Carl-Gunnar Wingård – nr 168 Salvén, landstormsman, apotekare
- Ola Isene	– nr 174 Brandt, landstormsman, korsångare
- Wictor Hagman – nr 216 Dalenius, landstormsman, fondmäklare
- Mary Gräber – Mia, förmögen änka, Jacobs fästmö
- Tore Svensson – Svensson, landstormsman och dragspelare

### Fotnoter
1. 1 2 3  ”Kärlek och landstorm”. Svensk Filmdatabas. http://sfi.se/sv/svensk-filmdatabas/Item/?itemid=3693&type=MOVIE&iv=Basic&ref=/templates/SwedishFilmSearchResult.aspx?id%3d1225%26epslanguage%3dsv%26searchword%3dk%C3%A4rlek+och+landstorm%26type%3dMovieTitle%26match%3dBegin%26page%3d1%26prom%3dFalse. Läst 24 mars 2013.